# Michael Bortman
Michael Bortman ist ein US-amerikanischer Drehbuchautor, Regisseur und Produzent. Er lebt in Los Angeles im Bundesstaat Kalifornien.
Sein erstes Werk war ein TV-Spielfilm „And Your Name Is Jonah“ im Jahre 1979, bei dem er als Drehbuchautor und Produzent beteiligt war. Im Jahr 1983 wurde er für das Drehbuch des Fernsehfilms Was wird nur aus den Kindern? für den Emmy Award nominiert.
Im Jahr 1988 folgte nach mehreren TV-Spielfilmen der erste Kinofilm Der Preis der Gefühle mit Diane Keaton und Liam Neeson in den Hauptrollen. Das Drehbuch hierzu hat Michael Bortman auf Basis der Novelle von Sue Miller geschrieben. 2006 verfasste er das Drehbuch zu Candles on Bay Street Sein neuestes Werk als Drehbuchautor Resurrecting the Champ wurde im Jahr 2007 veröffentlicht.